# Knesebeck (Adelsgeschlecht)

Wappen derer von dem Knesebeck (seit 1644)

Von dem Knesebeck ist der Name zweier Uradelsgeschlechter unterschiedlicher Abstammung. Der „Schwarze Stamm“ stammt aus dem östlichen Niedersachsen, der „Weiße Stamm“ aus der benachbarten Altmark.
Im 17. Jahrhundert erkannten die beiden Familienstämme einen gemeinsamen Ursprung an und vereinigten ihre verschiedenen Wappen. Zweige beider Stämme bestehen bis heute, ebenso ein 1895 gegründeter Familienverband.

## Geschichte

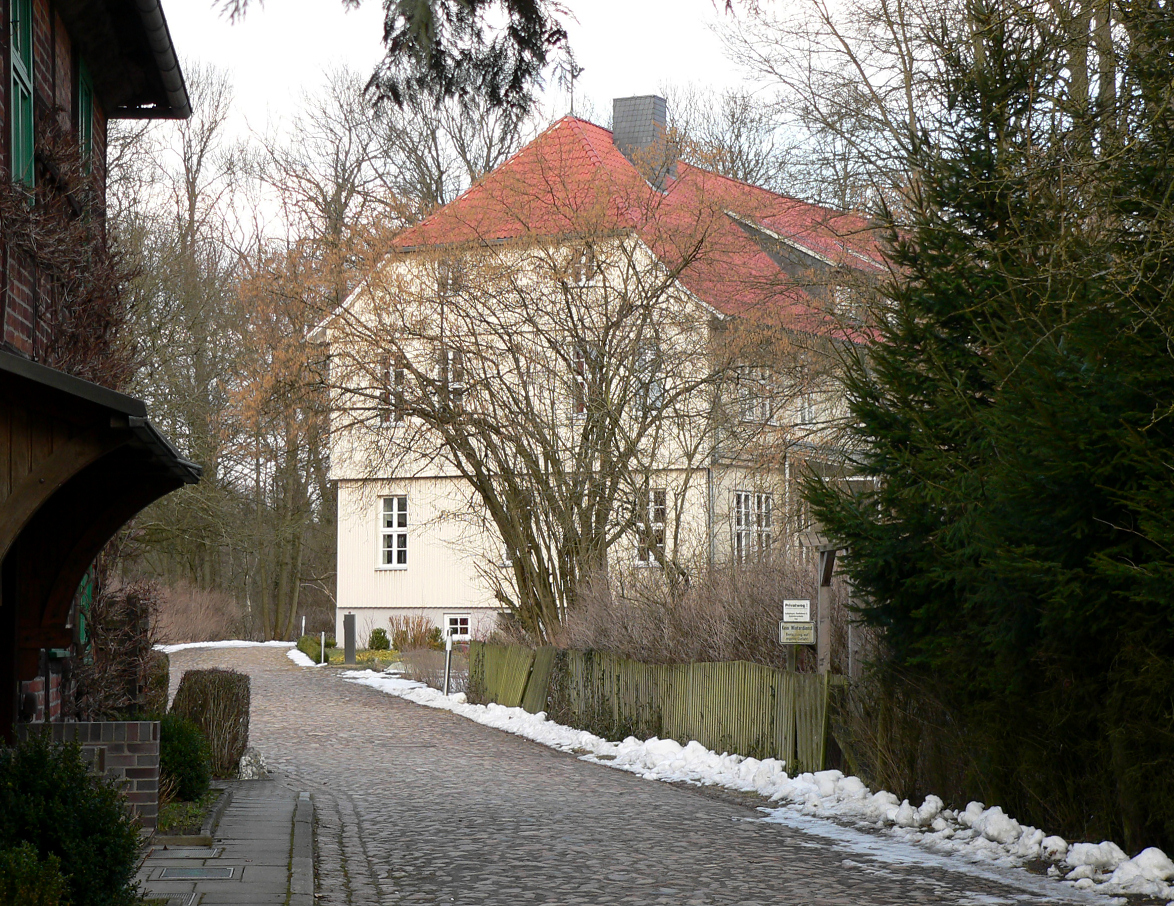
Burg Knesebeck

### Schwarzer Stamm (Niedersachsen)
Der Ort Knesebeck ist heute ein Stadtteil von Wittingen im Landkreis Gifhorn in Niedersachsen. Die dortige Burg Knesebeck ist das Stammhaus des schwarzen Stammes des Adelsgeschlechts von dem Knesebeck. Der Stamm wird erstmals im Jahre 1248 mit Wasmodos von dem Knesebeck urkundlich erwähnt. Mit ihm beginnt auch die ununterbrochene Stammreihe.
Laut Auffassung des Namensforschers Hans Bahlow beruht der Burgname Knesebeck auf dem Wortstamm knese wie im Altniederländischen für Moor oder Sumpf sowie dem Wort beck für Bach, da die Burg sich in einer sumpfigen Niederung auf einem Mottenhügel von etwa zwei Metern Höhe befand. Die Burg sowie eine zweite Motte im nahen Wittingen wurden um 1350 von herzoglichen Truppen zerstört, weil die Raubzüge der Ritter Knesebeck überhandnahmen. Anstelle der Burg Knesebeck entstand später ein fürstliches Amtshaus, in Wittingen errichteten die Knesebeck 1528 den noch heute bestehenden Junkerhof. Angehörige dieses Stammes besaßen ab 1374 das Erbkämmereramt des Fürstentums Lüneburg.
Die Knesebecks aus Lüchow kauften im Jahre 1366 in Kolborn (Colborn) zwei kleinere Höfe, zwei Teiche und eine Windmühle, 1396 erwarben sie hier auch den größeren adligen Hof. Später kamen Corvin, Woltersdorf und eines der beiden Rittergüter in Böhme (mit Klein Eilstorf) an die Familie. Das Gut Corvin wird von ihr noch bewirtschaftet.
Bedeutende Angehörige aus dem lüneburgischen Stamm waren unter anderem Friedrich Wilhelm Boldwin Ferdinand Freiherr von dem Knesebeck (1789–1867), Justizrat, Historiker und Autor genealogischer und historischer Werke. Einer seiner bekanntesten Titel ist das Historische Taschenbuch des Adels im Königreich Hannover. Ernst von dem Knesebeck wurde hannoverscher Generalleutnant, Gesandter und bevollmächtigter Minister an den bayerischen und württembergischen Höfen.

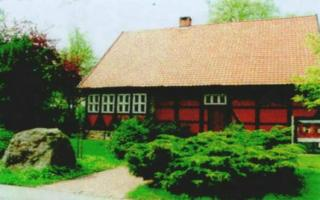
Junkerhof Wittingen
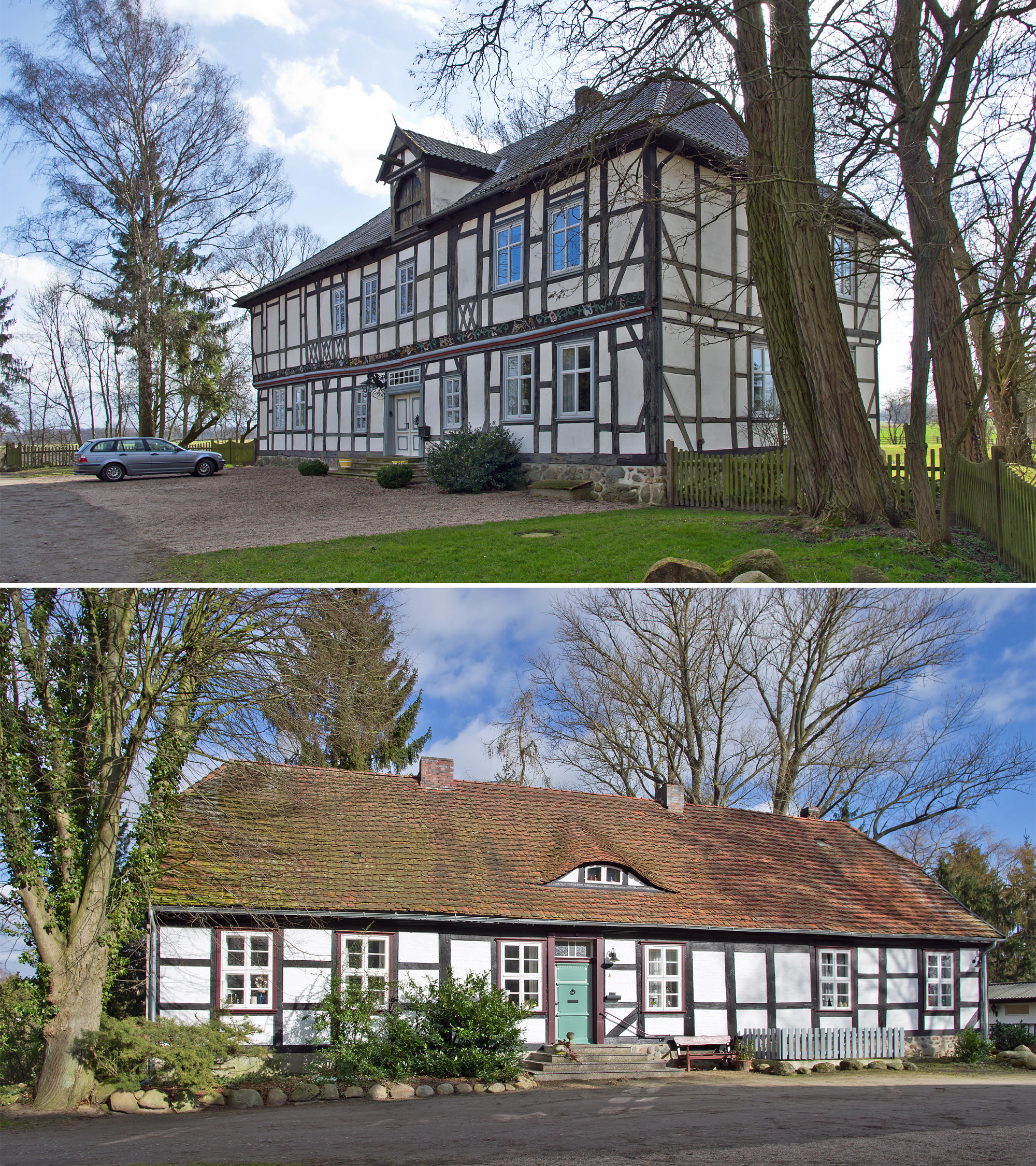
Gut Kolborn
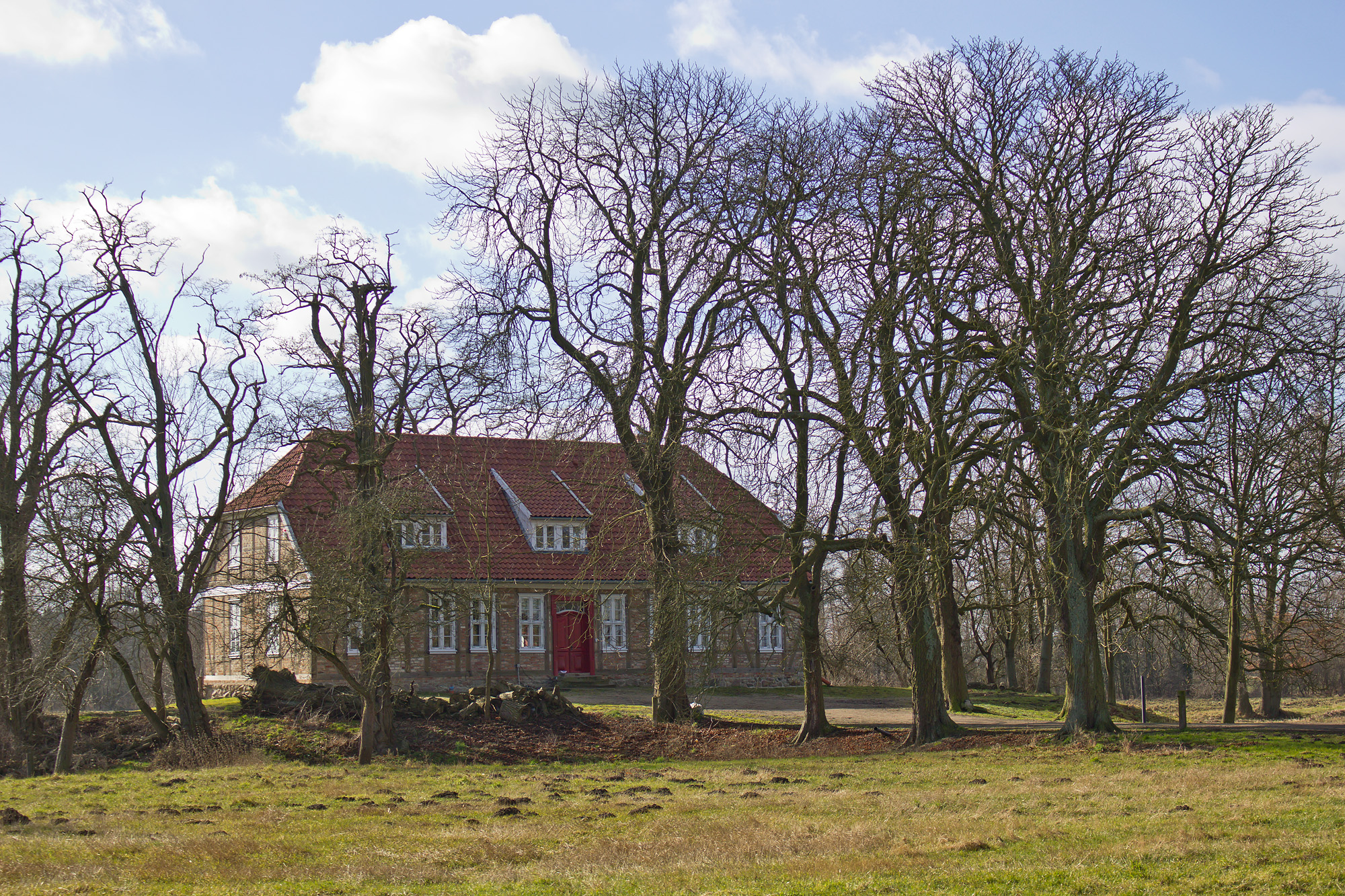
Woltersdorf

### Weißer Stamm (Altmark und Ruppiner Land)
Der weiße Stamm wurde erstmals mit Bodo de Soltwedele in den Jahren 1207 bis 1241 urkundlich erwähnt. Er war Burgmann zu Salzwedel in der Altmark und benannte sich nach seinem Burgmannensitz. Am 26. Januar 1244 wurde er mit der neuen Namensform de Knesebeke zum ersten Mal in einer Urkunde der Markgrafen Johann und Otto von Brandenburg als Zeuge genannt.
Nach Kneschke erscheint 1281 Pariadmus miles dictus de Knesebecke, der einen Altar zu St. Spiritus im altmärkischen Kloster Diesdorf dotiert. Die Brüder (frateres) Boldewinus und Paridam de Knesebeck verkauften 1283 das Gut Mackstorf dem Kloster Dambeck. 1338 schloss die Familie eine Übereinkunft mit dem Markgrafen Ludwig zu Brandenburg mit dem Versprechen, ihm zehn Mann mit Helmen und vierzig Mann mit Lanzen zu stellen.
Im Jahre 1354 kam die Burg Tylsen bei Salzwedel in den Besitz der Knesebeck, ergänzt 1620/21 durch das Neue Schloss Tylsen im Renaissancestil, das bis zur Enteignung durch die Bodenreform 1945 im Familienbesitz verblieb und 1948/49 zerstört wurde (das Alte Schloss ist erhalten, aber verfällt). Langenapel kam 1407 an die Familie und Döre 1375, beide ebenfalls bei Salzwedel.

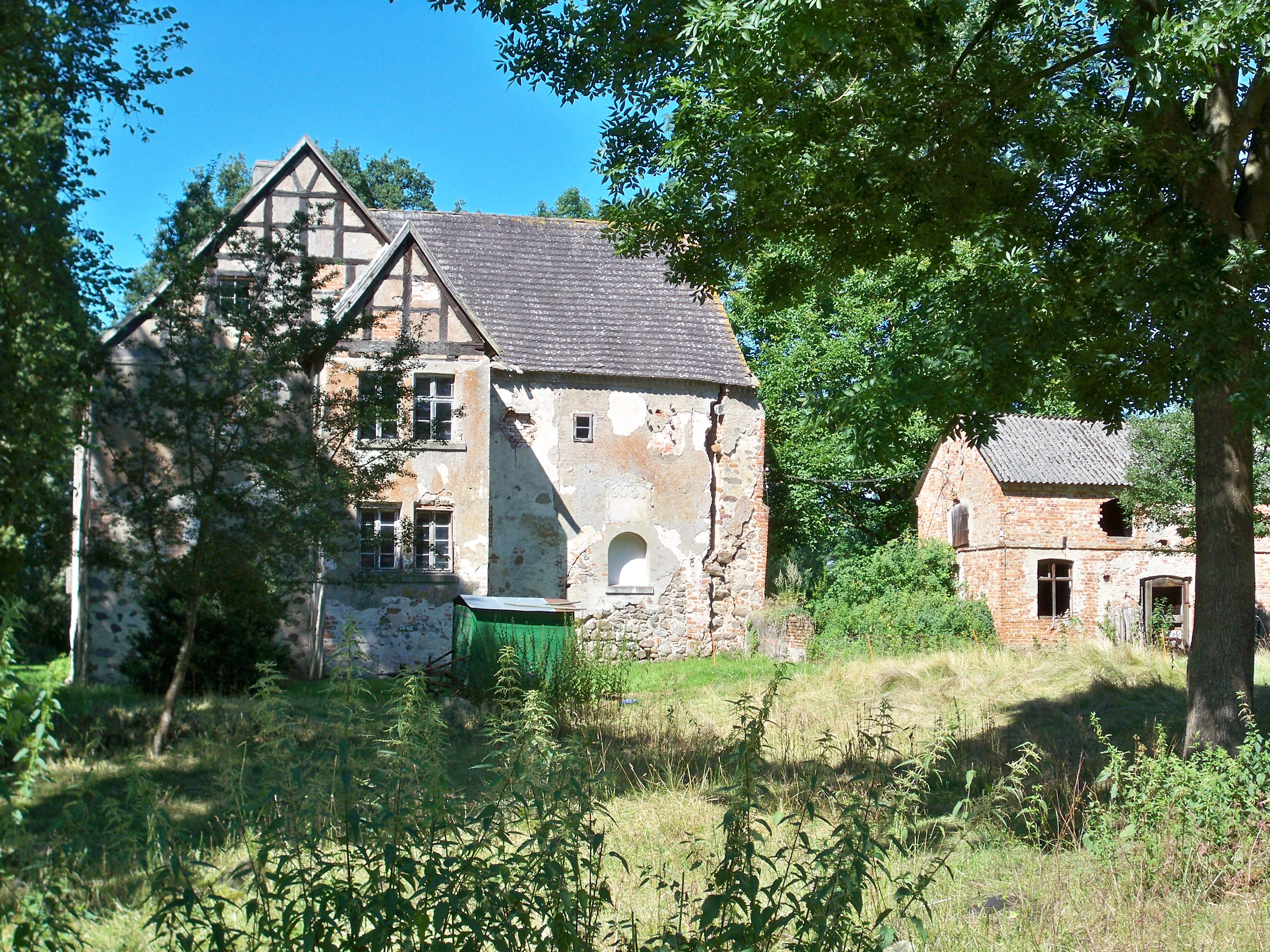
Altes Schloss Tylsen
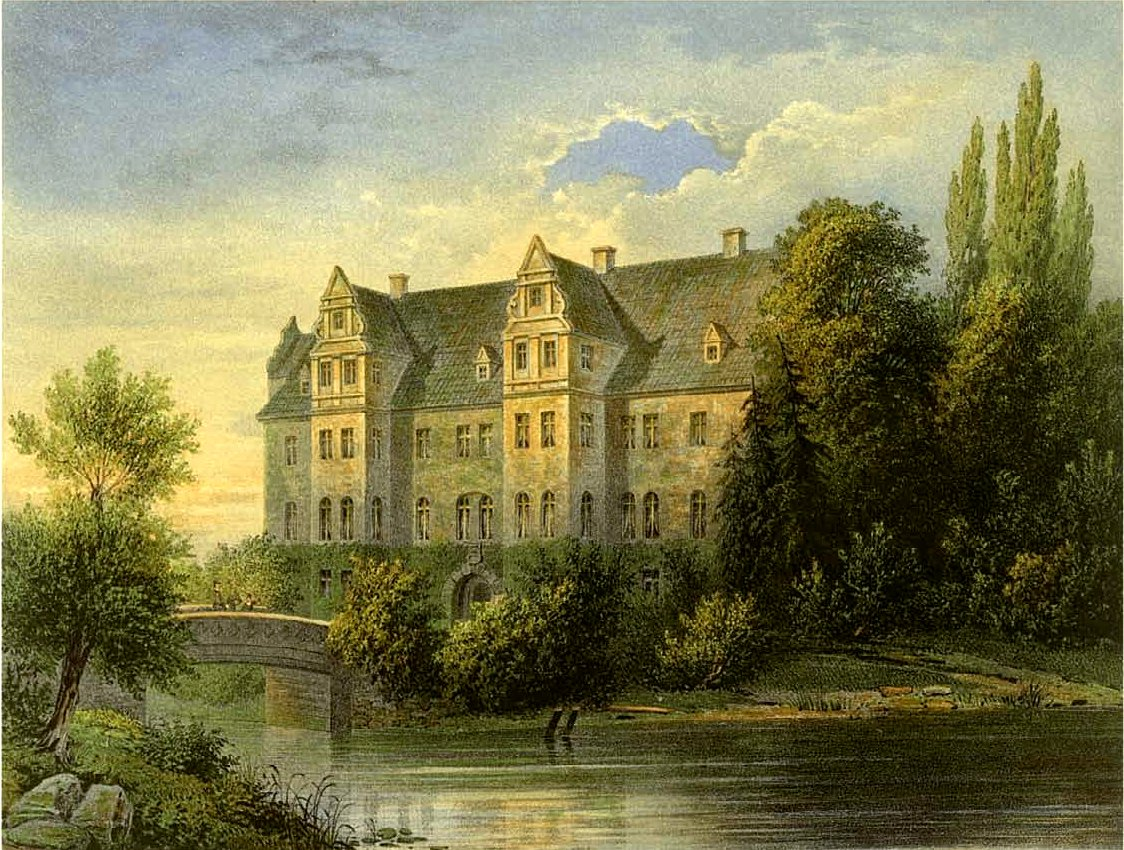
Neues Schloss Tylsen

Im Jahre 1374 wurde Werner von dem Knesebeck aus dem Hause Langenapel, Sohn des Ritters Ludolph von dem Knesebeck, von Herzog Albrecht von Sachsen und Lüneburg mit dem Erbkämmereramt des Fürstentums Lüneburg, das ihm von seinem Großvater, dem Ritter Werner von dem Berge, angefallen war, beliehen.
In den Jahren 1380, 1388, 1412, 1436 und 1444 gehörten die Knesebeckschen Häuser Tylsen, Langenapel und Kohlborn (Kolborn) mit den Familien von Alvensleben, Bartensleben, Bismarck, Jagow, Platen, Schenk von Flechtingen und von der Schulenburg zu den acht schlossgesessenen Geschlechtern der Altmark, die unmittelbar dem Landeshauptmann unterstanden und vom Kaiser und den Markgrafen als zum Heeresstande gehörend das Prädikat Edle bekamen. Während des 15. Jahrhunderts war dem Haus Tylsen mit den von der Schulenburg auf Betzendorf, den von Alvensleben auf Kalbe und dem Rat der Altstadt Salzwedel von den Markgrafen von Brandenburg das Münzrecht verliehen worden, was sie auch über längere Zeit ausübten.

Generalfeldmarschall Karl Friedrich von dem Knesebeck (1768–1848)

Zahlreiche Mitglieder des märkischen Stammes sind in kurbrandenburgischen und später königlich-preußischen Militärdiensten zu höchsten Würden gelangt.
Wilhelm von dem Knesebeck (1735–1803) auf Karwe (auch Carwe, 1721 erworben) bei Neuruppin heiratete Elisabeth von der Groeben, die 1805 das benachbarte Gut Löwenbruch erbte. Ihr Sohn Karl Friedrich von dem Knesebeck (1768–1848) wurde preußischer General und erhielt am 13. August 1823 von König Friedrich Wilhelm III., in Anerkennung seiner Verdienste für sich und seine Erben als Dotation das Klostergut Röderhof bei Halberstadt und später noch einen Teil des angrenzenden Huywaldes zur Arrondierung des Parks. Er starb 1848 als preußischer Generalfeldmarschall. Sein Sohn, der Rittmeister Alfred von dem Knesebeck (1816–1883), erbte neben Karwe und Röderhof auch den alten Familiensitz Tylsen. Der Stiefbruder des Generalfeldmarschalls, Hauptmann Wilhelm Leopold von dem Knesebeck, erbte Löwenbruch und 1823 (ebenfalls aus Groeben’schem Besitz) Jühnsdorf, wo er ab 1824 ein neues Gutshaus errichten ließ. Aus seiner Ehe mit Minette von Bredow stammen die beiden Söhne Eugen und Leo.
Die Güter wurden durch die Bodenreform in der Sowjetischen Besatzungszone 1945 enteignet. 2012 erwarb Herneid von dem Knesebeck das Gutshaus Löwenbruch zurück und sanierte es. Das 1724 erbaute Gutshaus in Karwe wurde 1983 abgerissen; nach 1990 erwarben Krafft Freiherr von dem Knesebeck (1954–2020), und seine Familie Teile des Besitzes zurück und richteten sich als Wohnsitz den ehemaligen Pferdestall her, in dem auch eine Ausstellung „Fontane trifft Knesebeck“ zu sehen ist.

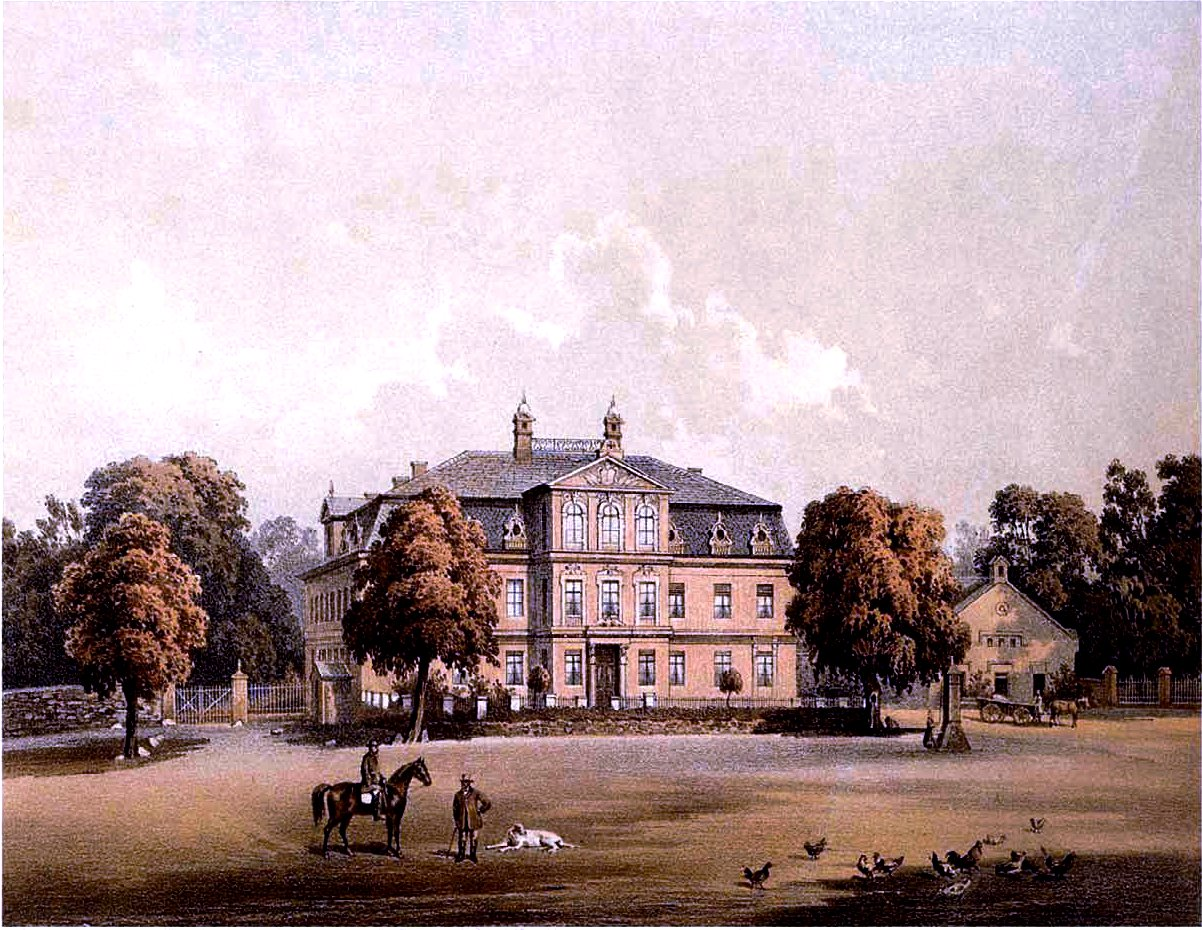
Gut Carwe in Neuruppin
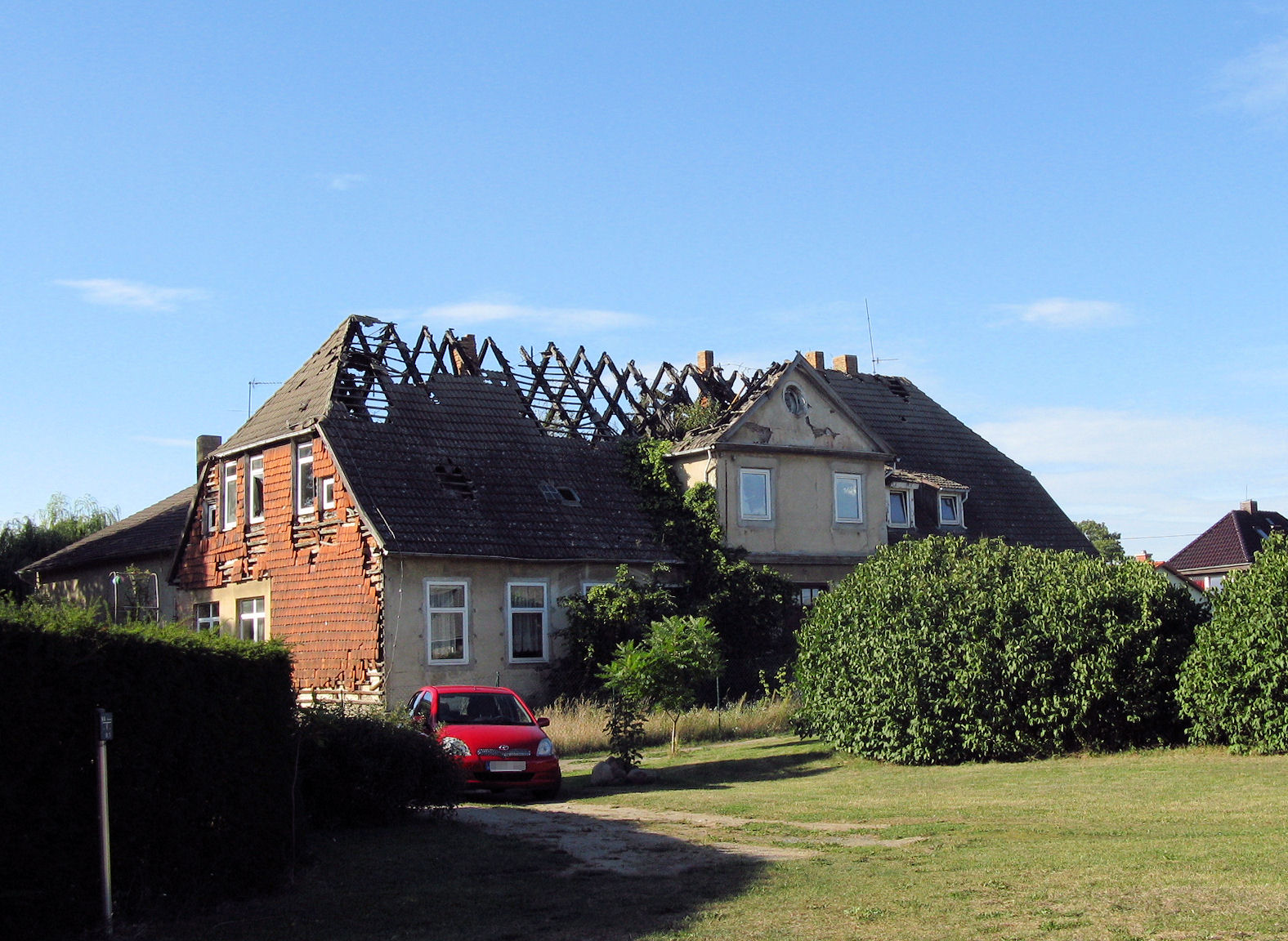
Gutshaus in Schwastorf (Ruine)
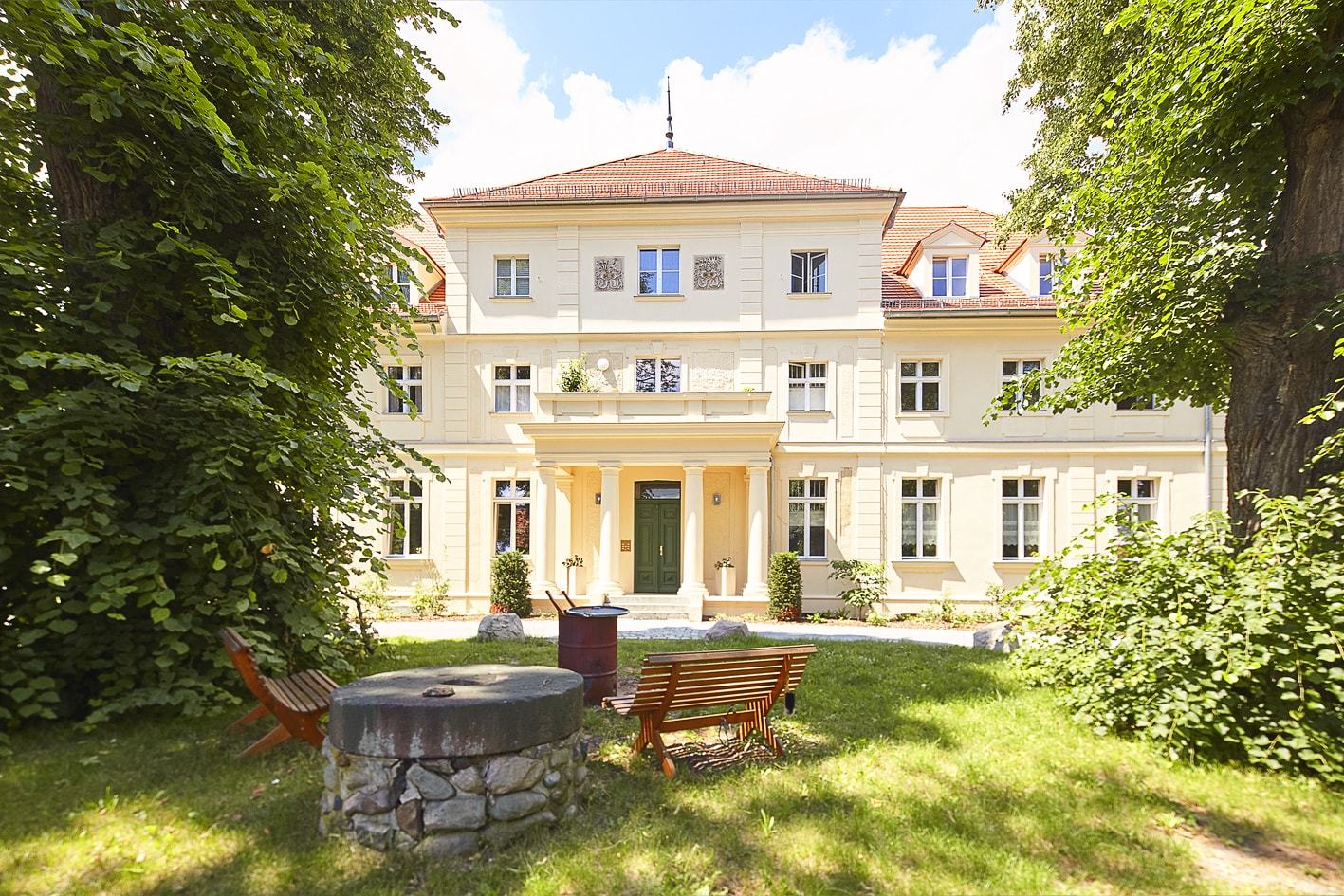
Gut Löwenbruch in Ludwigsfelde
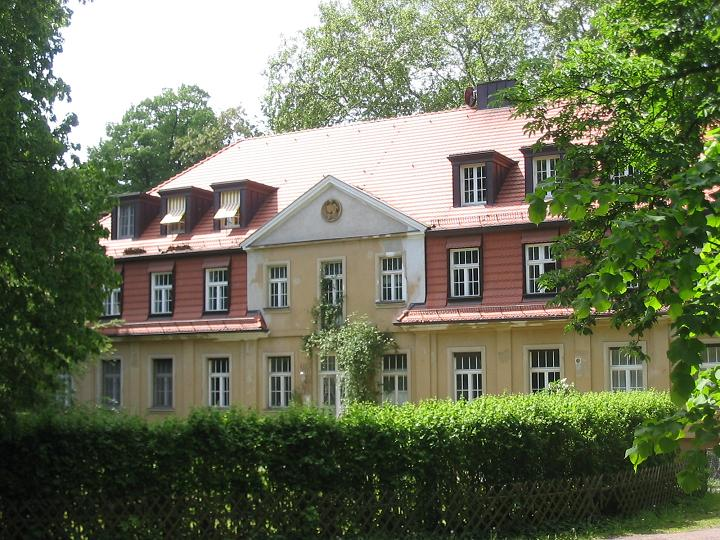
Gut Jühnsdorf bei Ludwigsfelde
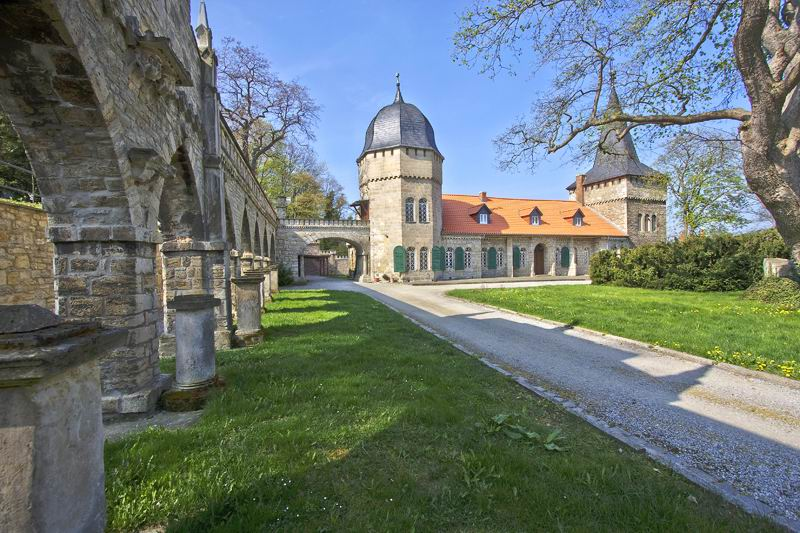
Gut Röderhof bei Halberstadt

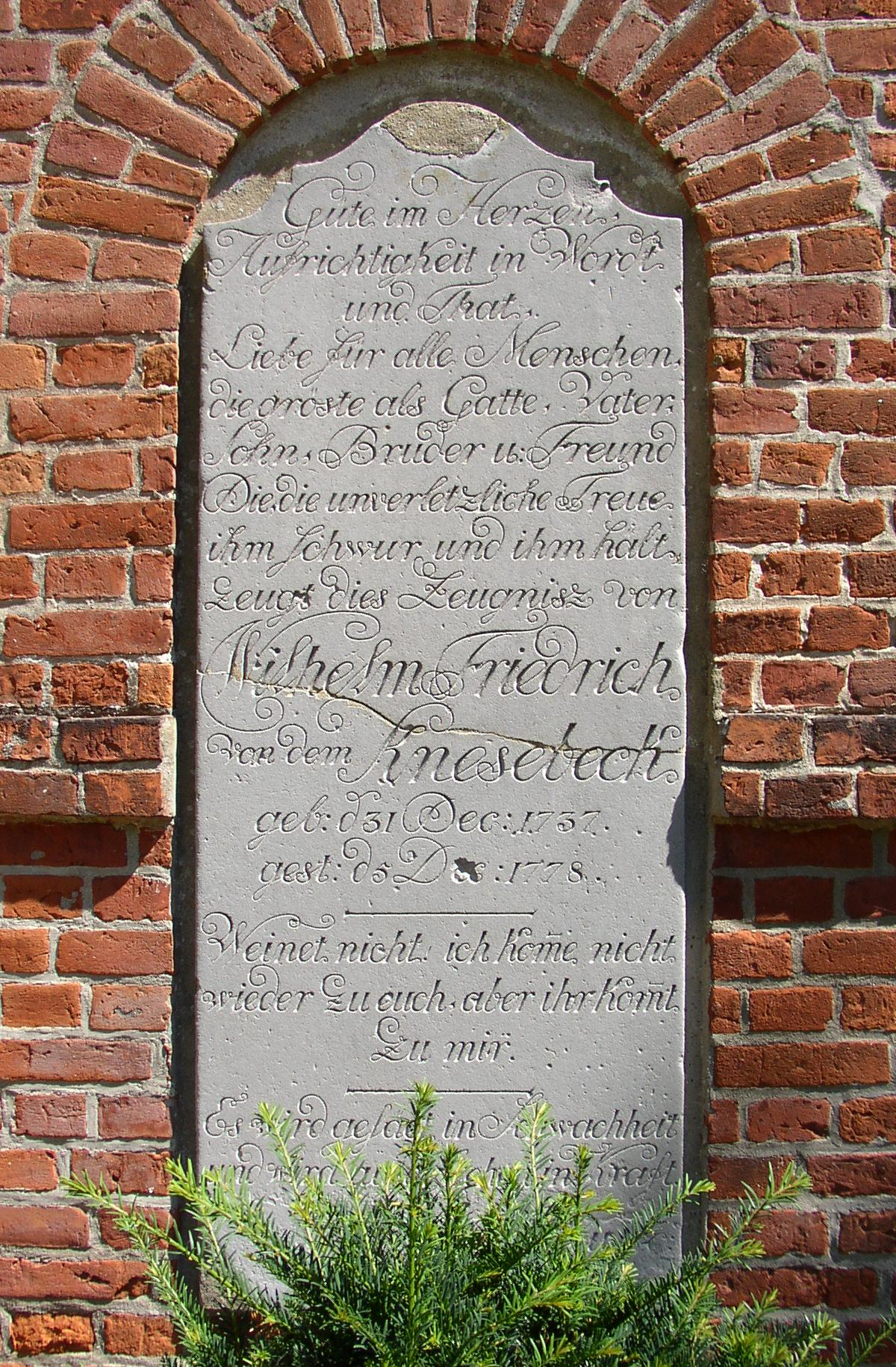
Gedenktafel zu Wilhelm Friedrich von dem Knesebeck (1737–1778) an der Dorfkirche Gresse

### Besitzungen
Neben den bereits genannten Gütern besaßen die Freiherren von dem Knesebeck-Milendonck (sie führten im gevierten Knesebeckschen Wappen ein gevierten Mittelschild: 1 und 4 in Gold drei schwarze Querbalken, 2 und 3 in Gold ein schwarzer Drache) im Rheinland ab 1773 das Schloss Myllendonk und ab 1810 Frohnenbruch und Hoerstgen, wobei letzteres noch 1836 der Familie gehörte.
In Mecklenburg waren Angehörige des Geschlechts bereits 1374 in Dömnitz begütert. 1642 waren Badikau (Badekow) und Gresse und 1700 Dambeck in deren Besitz bzw. Teilbesitz. 1772 wurden von der mecklenburgischen Ritterschaft die Indigenatsrechte des Majors Carl Boldewin von dem Knesebeck auf Oberhoff und des herzoglich mecklenburg-strelitzer Oberhauptmanns Wilhelm Friedrich von dem Knesebeck auf Greese anerkannt.
Im Einschreibebuch des Klosters Dobbertin befinden sich elf Eintragungen von Töchtern der Familie von dem Knesebeck von 1741 bis 1895 aus Gresse zur Aufnahme in das dortige adelige Damenstift. 1894 kam Julie Ernestine von dem Knesebeck als Konventualin nach Dobbertin, wo sie von 1914 bis 1926 Priorin war und mit 82 Jahren starb.
Mitte des 19. Jahrhunderts war die Familie im Königreich Preußen zu Löwenbruch und Jühnsdorf im Landkreis Teltow, zu Tylsen (seit 1354), Langenapel (seit 1407) und Döre (seit 1375) im Landkreis Salzwedel, zu Fürstenau im Landkreis Arnswalde und zu Butow im Landkreis Saatzig begütert. Anfang der 1920er Jahre erwarb der Familienzweig Karwe noch das mecklenburgische Gut Schwastorf, damals im Amt Waren gelegen, heute ein Ortsteil von Schloen-Dratow.
Angehörige der Lüneburgischen Hauptlinie waren zeitweise im Besitz der Wasserburg Brome. Im späteren Königreich Hannover besaßen sie unter anderem Güter zu Wittingen, Corvin und Woltersdorf und zwei Güter in Colborn. Sie gehörten wegen zweier immatrikulierter Streulehn im Lüneburgischen zum ritterschaftlichen Adel der Lüneburgischen Landschaft.

### Standeserhebungen
Alfred von dem Knesebeck auf Karwe und Tylsen, preußischer Major a. D., erhielt am 10. März 1870 in Berlin eine preußische Namen- und Wappenvereinigung mit denen der erloschenen Freiherren von Milendonck als Freiherren von dem Knesebeck-Milendonck durch Allerhöchste Kabinettsorder.

## Wappen

### Stammwappen Schwarzer Stamm
Das Stammwappen des schwarzen Stammes aus Niedersachsen zeigt in Silber ein springendes rotes Einhorn. Auf dem Helm mit rot-silbernen Decken fünf Birkhahnfedern (Farbfolge: Schwarz, Silber, Schwarz, Silber, Schwarz).

### Stammwappen Weißer Stamm
Das Stammwappen des weißen Stammes aus der Altmark zeigt in Silber eine rote Greifenklaue. Auf dem Helm mit rot-silbernen Decken drei Fähnlein (Farbfolge: Rot, Silber, Rot) an silbernen Stangen.

Links Stammwappen des schwarzen Stammes, rechts des weißen Stammes in Johann Siebmachers Wappenbuch von 1605
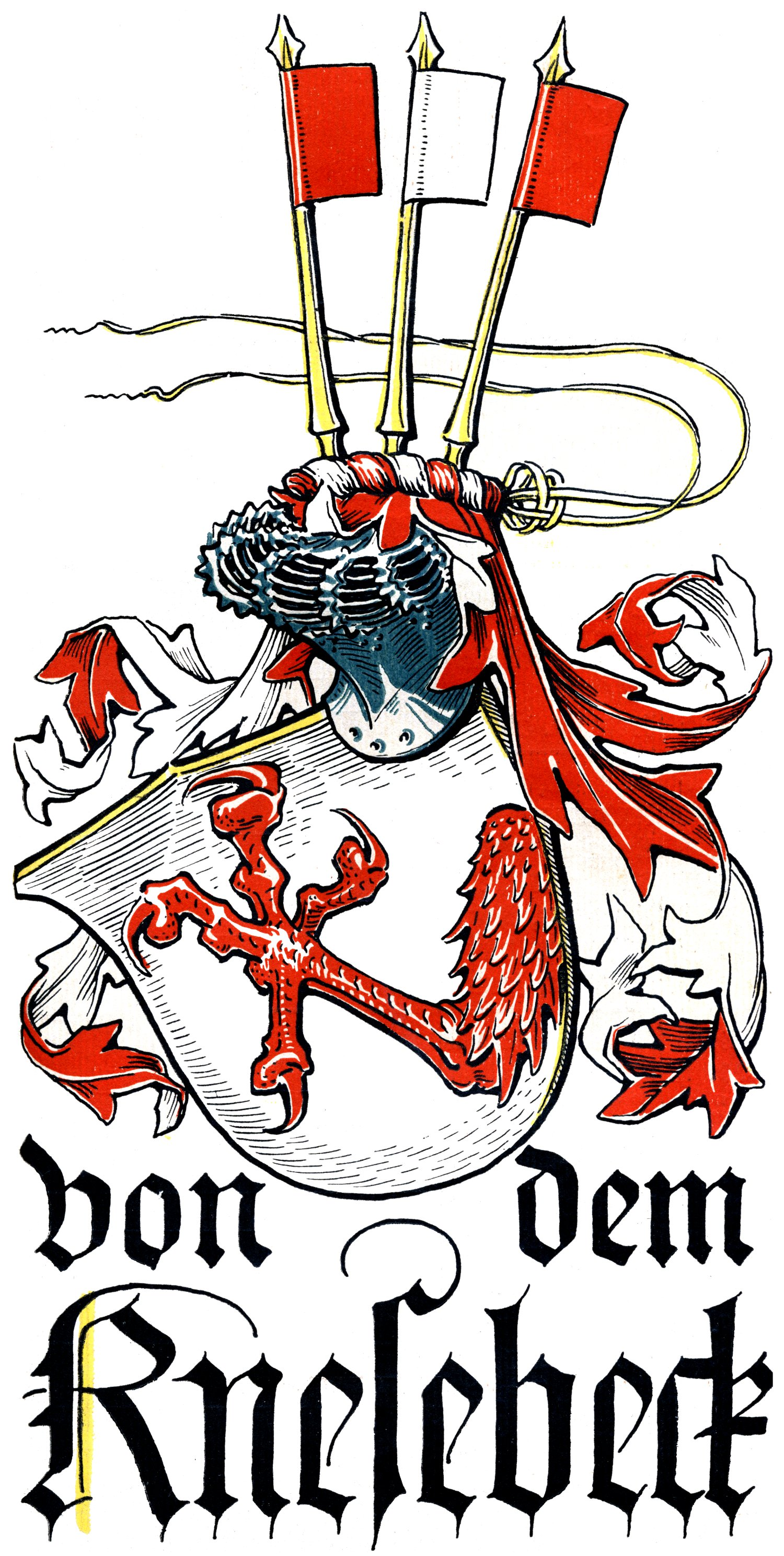
Wappengrafik von Otto Hupp im Münchener Kalender von 1926

Laut Siebmacher sind die im 16. Jahrhundert erloschenen Ritter von Böddenstedt, die ebenfalls ein Einhorn im Wappen führten, womöglich gleichen Stammes mit denen von dem Knesebeck.

### Geviertes Wappen
Das gevierte Wappen wurde 1644 eingeführt. 1 und 4 das Stammwappen des weißen Stammes, 2 und 3 das Stammwappen des schwarzen Stammes. Auf dem Helm mit rot-silbernen Helmdecken, fünf Birkhahnfedern (Farbfolge: Schwarz, Silber, Schwarz, Silber, Schwarz) vor drei Fähnlein (Farbfolge: Rot, Silber, Rot) an silbernen Stangen.

### Wappengeschichte
Die Adlerklaue im Stammwappen des weißen Stammes stammt wahrscheinlich aus dem Wappen der ursprünglichen Dienstherren, den Markgrafen von Brandenburg. Als Burgmannen der markgräflich brandenburgischen Burg Salzwedel übernahmen sie mit anderen Salzwedeler Burgmannengeschlechtern einen Teil des Markgrafenwappens und zwar die Adlerklaue des brandenburgischen Adlers als Wappenbild.
Das mecklenburgische Uradelsgeschlecht von Restorff führt denselben Wappenschild wie der schwarze Stamm, in Silber ein springendes rotes Einhorn. Eine Stammesverwandtschaft beider Geschlechter liegt aber nicht vor.
Der schwarze und der weiße Stamm haben mit landesherrlicher brandenburgischer (1644) und braunschweig-lüneburgischer (1631) Genehmigung eine Lehnserbfolge (Belehnung zur gesamten Hand) und Wappenvereinigung getroffen. Sie erkannten sich als aus gemeinsamer Wurzel entsprossen an und führen seit 1644 das quadrierte Wappen.

### Wappensage
Einer Sage nach sollen die Fahnen als Helmzier im Wappen eines Ahnenherrns der Familie, dem Ritter Iwan, vom römisch-deutschen König Rudolf von Habsburg zum Dank verliehen worden sein. Er soll während einer Schlacht gegen Ottokar von Böhmen 1275 den Feinden mit eigener Hand drei Fahnen entrissen haben.

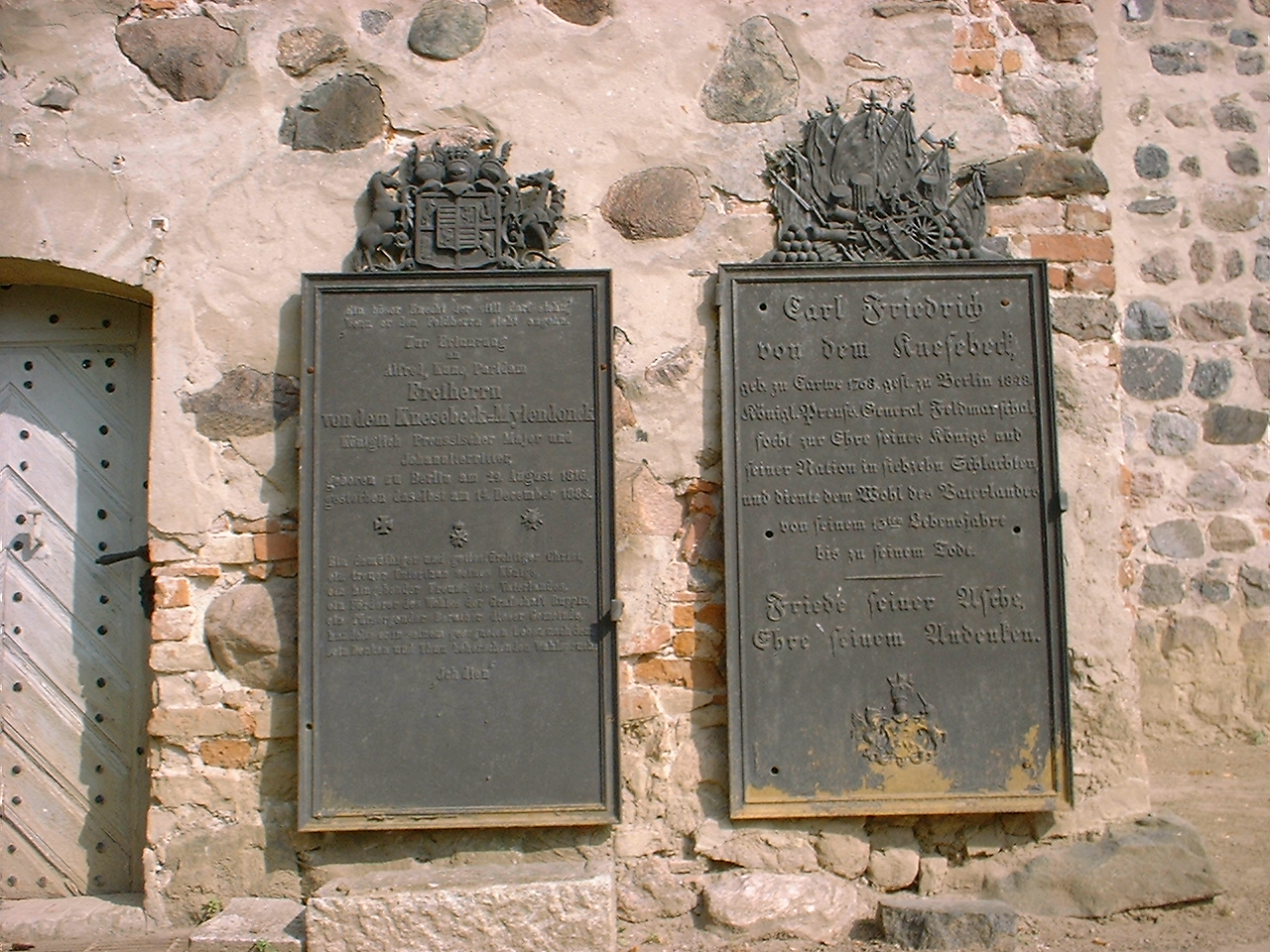
Gedenktafeln der Patronatsfamilie von dem Knesebeck-Dorfkirche Karwe

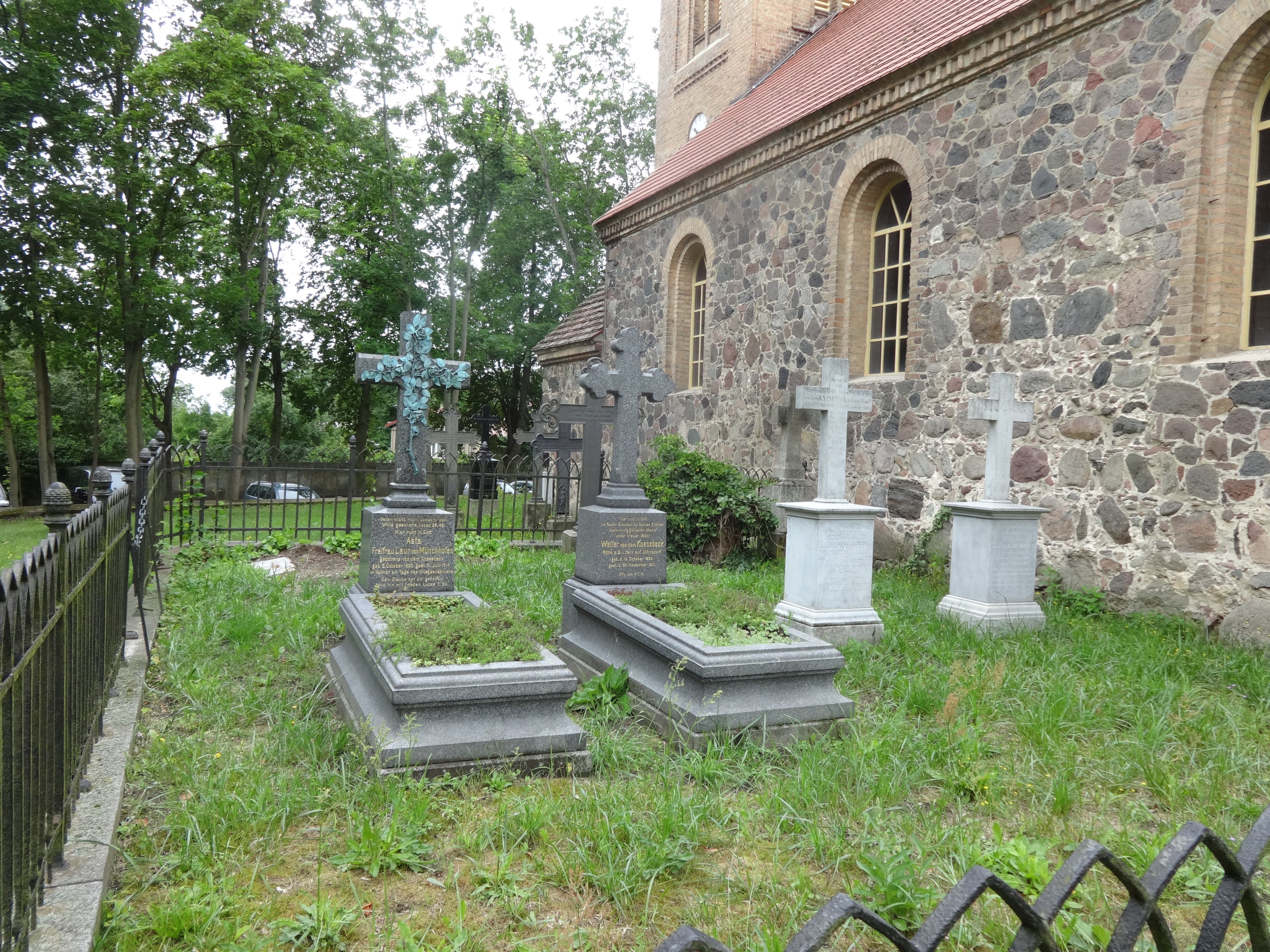
Gräber derer von Knesebeck. Dorfkirche Jühnsdorf

## Bekannte Familienmitglieder
- Achaz von dem Knesebeck (1633–1674), Landeshauptmann der Altmark
- Alexander von dem Knesebeck (1836–1920), preußischer Generalleutnant
- Alfred von dem Knesebeck (1816–1883), Gutsbesitzer und Mitglied des Reichstags des Norddeutschen Bundes
- August von dem Knesebeck (1775–1842), hannoverscher Generalmajor, Kommandeur der Landwehr-Regiments Celle
- Bernd von dem Knesebeck (1876–1915), deutscher Marineoffizier und persönlicher Adjutant des Prinzen Heinrich von Preußen
- Bernhard von dem Knesebeck (1817–1887), preußischer Generalmajor
- Bodo Hugo Bernhard von dem Knesebeck (1851–1911), Vize-Oberzeremonienmeister unter Kaiser Wilhelm II.
- Eleonore von dem Knesebeck (1655–1717), Vertraute der Kurprinzessin Sophie Dorothea von Braunschweig-Lüneburg und Mitwisserin der „Affäre Königsmarck“
- Erich von dem Knesebeck-Milendonck (1844–1907), Gutsbesitzer auf Karwe (Neuruppin) und Landrat des Kreises Ruppin
- Ernst von dem Knesebeck (1809–1869), hannoverscher Diplomat, Schriftsteller und Generalleutnant

- Friedrich Wilhelm Boldewin Ferdinand von dem Knesebeck (1789–1867), deutscher Jurist, Genealoge und Historiker
- Friedrich von dem Knesebeck (Politiker) (1803–1879), Landschaftsdirektor und Mitglied des preußischen Herrenhauses
- Karl Friedrich von dem Knesebeck (1768–1848), preußischer Generalfeldmarschall
- Gerlach von dem Knesebeck (1808–1859), deutscher Berghauptmann
- Gerlach von dem Knesebeck (General) (1854–1917), preußischer Generalmajor
- Georg von dem Knesebeck (1881–1955), deutscher Generalleutnant, General der preußischen Landespolizei
- Götz-Lothar von dem Knesebeck (1911–1989), auf Löwenbruch, Hauptmann a. D.,[13] Verlagsgründer[14]
- Hempo von dem Knesebeck (1595–1656), Hofmeister
- Jürgen von dem Knesebeck (1888–1980), deutscher Politiker (NSDAP)
- Karl Friedrich von dem Knesebeck (1768–1848), preußischer Generalfeldmarschall
- Leo von dem Knesebeck (1808–1883), preußischer Rittergutsbesitzer und Landrat
- Levin Erich von dem Knesebeck-Milendonck (1870–1953), Gutsbesitzer auf Karwe (Neuruppin) und Landrat des Kreises Ruppin
- Levin von dem Knesebeck (1597–1638), brandenburgischer Staatsmann
- Lothar von dem Knesebeck (1837–1928), auf Löwenbruch, preußischer Generalleutnant[15]
- Theodor von dem Knesebeck (1832–1910), preußischer Generalmajor
- Thomas von dem Knesebeck (1559–1625), brandenburgischer Staatsmann[16]
- Thomas von dem Knesebeck (1594–1658), brandenburgischer Staatsmann
- Thomas von dem Knesebeck (1628–1689), brandenburgischer Staatsmann
- Wilhelm von dem Knesebeck (1841–1935), Generalleutnant z. D.[17]

## Ungedruckte Quellen
Brandenburgisches Landeshauptarchiv Potsdam (BLHA)
- BLHA von dem Knesebeck 211 Aktenbestände

Landeshauptarchiv Schwerin (LHAS)
- LHAS 3.2-3/1 Landeskloster/Klosteramt Dobbertin.
- LHAS 5.11-2 Landtagsversammlungen, Landtagsverhandlungen, Landtagsprotokolle, Landtagsausschuß.
- LHAS 5.12-4/1 Mecklenburgisches Ministerium für Landwirtschaft, Domänen und Forsten.